# Glomar Explorer
Az USNS Hughes Glomar Explorer  a  K–129, 1968-ban elsüllyedt  szovjet atom-tengeralattjáró kiemelésére kifejlesztett  mélytengeri kutatóhajó. A nyilvánosság számára azt állították, hogy tengermélyi mangángumótelepek kitermelése céljából építették.  
1973-ben   Howard Hughes új vállalkozást alapított, mely a tengermélyi mangángumótelepek kitermelését tűzte ki célul. Helyenként, az óceán mélyén hatalmas telepekben fellelhető tenyérnyi-dinnyényi gumók koncentrikus vas és mangán-hidroxid rétegekből állnak.
Az abban az időszakban feltárt telepek hatalmas anyagi haszonnal kecsegtettek, melyből Hughes nem akart kimaradni, így egy speciális hajót építtetett, mely a nevét kapta.

## A K–129 utolsó küldetése
A dízel-elektromos hajtású K–129-est az Amúr-menti Komszomolszkban bocsátották vízre 1959 decemberében, és 1967-ben alakították át Vlagyivosztokban egy Golf-II (Projekt 629A) besorolású tengeralattjáróvá. Egyik hajója lett a hattagú 629-es kódjelű ballisztikus rakétahordozó-flottának. 1968 februárjában a hajó 83 tengerésszel a fedélzetén harmadik 70 napos őrjáratába kezdett, melyet teljes rádiócsendben kellett végeznie.
A szovjet irányítás kamcsatkai központjában így csak március közepén kezdtek aggódni, amikor a hajó két, egymást követő rádiós bejelentkezését is elmulasztotta. Először a teljes flotta közvetítésével felszólították, hogy szakítsa meg a rádiócsendet, és jelentkezzen be. Miután ez a próbálkozás sikertelen maradt, nagyszabású keresési műveletet indítottak az eltűntnek nyilvánított hajó után.
Ez a szokatlan élénk aktivitás felkeltette az amerikai haditengerészet érdeklődését is. Felkérték a NAVFAC-okat (U.S. SOSUS Naval Facilities), hogy elemezzék visszamenőleg a tengermélyi hidrofonhálózatuk, a SOSUS jelzéseit. A hatóságok már korábban is nyomon követték a tengeralattjárók tevékenységét, így beazonosították, hogy 1968. március 8-án a hajó fedélzetén nagy erejű robbanás történt. Háromszögeléssel viszonylag pontosan behatároltak egy nagyjából ezer négyzetkilométeres területet, mint a tengeralattjáró utolsó tartózkodási helyét. A szovjetek pár hónap elteltével eredménytelensége okán lefújták a keresési akciót, „eltűnt”-ként könyvelték el a K–129-est.

## A lepényhal küldetése
A tengeralattjáró nukleáris robbanófejjel ellátott ballisztikus rakétái és torpedói, kódkönyvei és egyéb, szovjet haditechnikai fejlesztések is a tengersírba merültek a hajóval együtt, és ez komoly zsákmánynak ígérkezett a hidegháború közepén, ami minden pénzt megért az amerikai kormányzatnak. A tengerészet először az USS Halibut tengeralattjárót és az USNS Mizar kutatóhajót bízta meg a roncs felkutatásával.
A Halibut (magyarul lepényhal) egy speciálisan átalakított, furcsa kinézetű tengeralattjáró volt, melyet mélytengeri kamerákkal és keszonnal is felszereltek; alapvetően a szovjet tenger alatti kábelek „megcsapolása” volt a feladata, de mentési és feltárási műveletekhez is tökéletesen megfelelt.
A keresőexpedíciót 1968. június 15-én siker koronázta; Oahutól nem messze megtalálták a hajó roncsait 3900 méter mélységben, a Hawaii szigetcsoporttól nem messze. 1969 januárjában az új amerikai elnököt, Richard Nixont a nemzetbiztonsági tanácsadó Herry Kissinger tájékoztatja a kialakult helyzetről.
Nixon az ügyet a tengerészeti hírszerzéstől a CIA hatáskörébe helyezi át és megoldási javaslatokat várt a kémszervezettől. Az egész ügy nagyon kényes volt az amerikai kormányzat számára, mivel a hajó nemzetközi vizeken süllyedt el. Először is vártak hat évet, hogy a kedélyek lenyugodjanak.

## Azorian projekt
Nyilván nem lett volna túl jó ötlet, hogy a hidegháború kellős közepén a CIA vagy bármely más amerikai hárombetűs kormányügynökség saját néven futtatott volna „mentőprogramot” a tengeralattjáró kiemelésére, így erre a célra egy civil szervezetet, illetve hát a kor „vasemberét” és szupersztárját, Howard Hughest bízták meg az igencsak kényes feladattal. A felvételek egyértelműen arról árulkodtak, hogy a K–129 fedélzetén voltak nukleáris torpedók, sőt, egyes feltételezések szerint az egyik ilyen kilövése idézhette elő a balesetet.
A rendkívül különc Hughes meglehetősen szoros kapcsolatokat ápolt a kormányzattal; komoly adományokkal járult hozzá Nixon megválasztásához, és a világszerte jelen levő reklámcége, a Mullen & Co. gyakorlatilag a CIA fedőcége volt.
A projekt élére John Parangosky ügynököt jelölték ki, aki korábban az U–2 fejlesztésében és üzemeltetésében vett részt (majd később a Corona-projektben folytatta munkásságát). Először egy távirányítású speciális tengeralattjáróban gondolkodtak, de a kor technikai színvonala ezt a megoldást nem tette lehetővé, így egy kiemelőhajó mellett döntöttek.

## USNS Hughes Glomar Explorer
Az USNS Hughes Glomar Explorer egyébként valóban mélytengeri kutatóhajó volt, mint ahogy azt állították róla, de nem mangán, hanem a K–129 feltárására lett tervezve. A mai árakra átszámítva 1,7 milliárd dollárból fejlesztett hajó egy speciálisan, a kiemelés céljára kifejlesztett szerkezet köré épült, ami egy megfogókarokkal egybeépített keret volt. Ezt a tengeralattjáróra kellett ereszteni, majd a megfogókarokkal rögzített roncsot a hajó belső dokkjába beemelni.

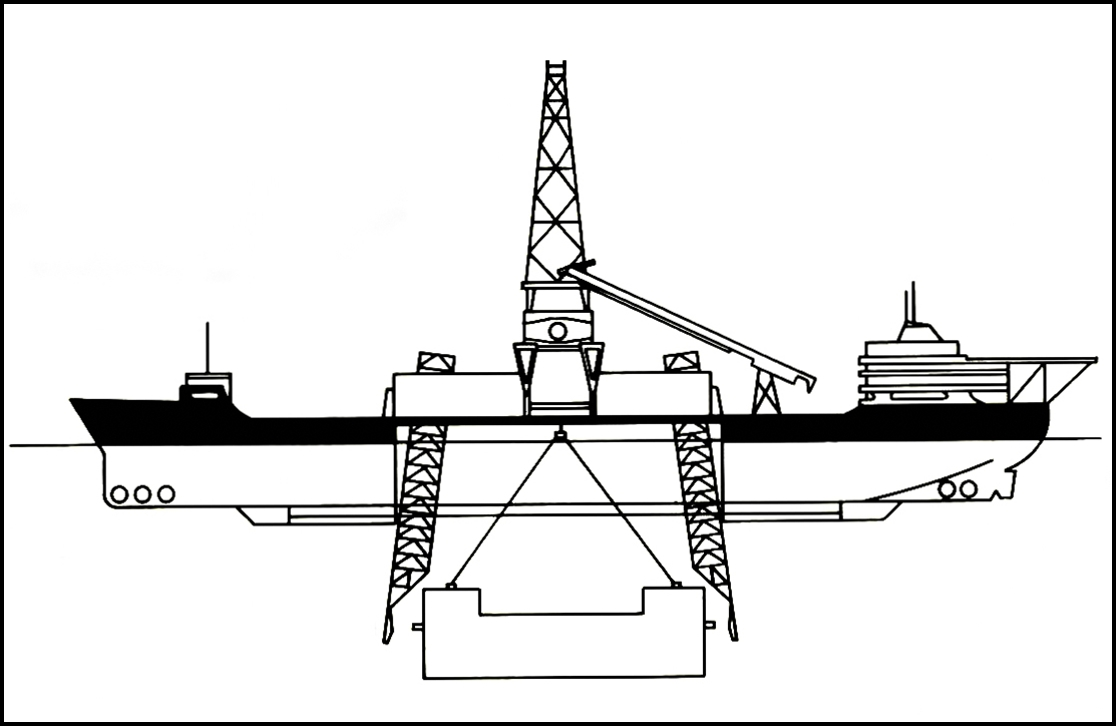
USNS Hughes Glomar Explorer

A kiemelési kísérletet 1974. június 7-én kezdték meg a baleset helyszínen. Magáról a műveletről, és annak sikerességéről nem túl sok forrás maradt fent, de szinte biztos, hogy a kiemelési művelet nem volt igazán sikeres; a kiemelt roncs ugyanis valószínűleg nehezebb volt, mint az gondolták (vagy az emelőszerkezetet méretezték alul), így az emelés harmadánál, augusztus 12-én a megfogókarok egy része eltörött és a tengeralattjáró mintegy kétharmad része visszahullott a tengerfenékre.
A maradék (elülső) harmadot sikerült kiemelniük, és ott találtak torpedókat és kódkönyveket is – állítólag. A projektről egy CIA jelentés maradt fenn, de ebben a kisatírozott részek száma majdnem meghaladja a bennhagyottakét, és magáról a kiemelésről, illetve annak az eredményeiről túl sok információt nem tartalmaz. Ellenben beszámol arról, hogy a szovjetek igen gyorsan megneszelték a misszió valódi célját, és jelenlétükkel folyamatosan demonstráltak is – de érdekes módon a kiemelésbe nem avatkoztak be.
Nyilván egy ekkora projektet otthon sem tudott a CIA a szőnyeg alá söpörni, így először 1974-ben a The New York Times fogott szagot, de őket a kormány még elhallgattatja. Nem így járt a Los Angeles Times, mely 1975. február 7-én lehozta a sztorit, illetve  annak egy részét, és ráadásul egy félreértést követően az Azorian projektet sikerül nekik Jennifer projektként tálalni az olvasók felé. A CIA a megjelenést követően sem megerősíteni sem cáfolni nem volt hajlandó a kiemelés tényét.

## A Glomar Explorer napjainkban
A Glomar Explorert az akciót követően egy ideig parkoltatták, majd olajkutató hajónak építették át. 2015-ig így olajat kutattak vele, GSF Explorer néven, majd a kínai Zhoushan hajóbontó telepén érte utol a végzete 2015. június 5-én – úgy, hogy eredeti (fedő)céljának megfelelően mangánt soha nem is kutatott. 
A mélytengeri bányászat az erre alkalmazható technológia felfutásával párhuzamosan napjainkban is nagyon gyorsan fejlődik. Nem kizárt, hogy a Glomar Explorer fejlesztései is hozzásegítettek ehhez a napjainkban zajló technológiai forradalomhoz.

### Weblapok és cikkek
- ↑ passport.blog.hu: Vámos Sándor: A Jennifer projekt (magyar nyelven), 2018. június 28.
- ↑ reddit.com: Submarine Mysteries series, this time we are looking at the unusual loss of Soviet Sub K-129 in 1968 (angol nyelven), 2017. május 19.
- ↑ thevintagenews.com: Nikola Budanovic: Project Azorian: Howard Hughes’ secret mission, which involved the CIA and a missing Soviet submarine off the coast of Hawaii (angol nyelven), 2018. május 25.
- ↑ lemil.blog: Papírzsepi: Vendégposzt - A "Jennifer" művelet (magyar nyelven), 2011. március 21.
- ↑ beszelo.c3: István Gordon: AZ ELFELEJTETT JENNIFER-AKCIÓ (magyar nyelven), 2006. április 21.
- ↑ thecommunityforum.life: beebee: The History of the 'Glomar Explorer' (angol nyelven), 2018. február 16. [2019. augusztus 13-i dátummal az eredetiből archiválva]. (Hozzáférés: 2019. augusztus 13.)
- ↑ cia.gov: David Robarge: The Glomar Explorer in Film and Print (angol nyelven) (PDF), 2012. március 16. [2019. augusztus 3-i dátummal az eredetiből archiválva]. (Hozzáférés: 2019. augusztus 15.)